# 로터스 1-2-3
로터스 1-2-3(Lotus 1-2-3)은 로터스 소프트웨어에서 어셈블리어로써 개발한 스프레드시트이다. 개발자는 비지칼크의 개발에 참여한 바 있던 미치 케이퍼(Mitch Kapor)이다.

## 역사

### 도스용
도스용 스프레드시트로는 볼랜드 쿼트로 프로, 로터스 1-2-3 등이 있었는데, 도스용 로터스 1-2-3은 컴퓨터로 함수를 이용한 계산(예를 들어 @SUM)과 그래프 작성을 할 수 있다는 것만으로도 쓸모있는 프로그램이었다. 직장인이 쓴 PC 사용설명서에 로터스 1-2-3을 이용한 연말정산 이야기가 나올 정도로 도스용 로터스 1-2-3은 아주 쓸모가 있었다.

### 윈도용
윈도우용으로도 개발되어 한글과컴퓨터에서 개발한 한/글 오피스 96에는 윈도용 로터스 1-2-3 5.0이, 한컴 오피스 97에는 로터스 1-2-3 97이 포함되었다.

### 엑셀에 밀림
도스에서 윈도우로의 전환기에 마이크로소프트의 엑셀에 밀려 회사가 IBM에 인수되기에 이르렀다. 같은 시기, 도스시절 각자의 분야에서 시장을 장악했으나 윈도우에서 추락하며 MS에 꺾여 좌절한 프로그램들로는 데이터베이스 프로그램인 dBASE, 워드프로세서인 워드퍼펙트가 있다. 이들의 좌절은 기술외적인 요인 탓이었다.

### 지금도 있는 로터스1-2-3
그러나 로터스 1-2-3의 명맥은 끊이지 않았다. 2007년 IBM 로터스 심포니라는 오피스의 한 프로그램으로서 프리웨어가 되어, 마이크로소프트 오피스의 대항마(오픈 오피스, 스타 오피스, 씽크프리 오피스) 중 하나로서 주목받고 있다.

## 같이 보기
- 오피스 제품군 비교
- 마이크로소프트 웍스